# 王堃
王 堃（ワン・クン、拼音: Wáng Kūn、音読み: おう・こん ?年11月11日 - ）は、中国出身のミュージカル女優である。元劇団四季所属。

## 略歴
中国の湖北省武漢市にある武漢市芸術学校を卒業し、来日。劇団四季に入団。
ファミリーミュージカルから幅広く活躍する女優である。『キャッツ』のジェミマ役を当たり役とする。後に､念願であったランペルティーザ役も演じる。
横浜公演ではボンバルリーナ（2010年6月25日デビュー）も演じている。

## 出演作品
- キャッツ - ランペルティーザ、ジェミマ、ボンバルリーナ
- 人間になりたがった猫
- 李香蘭
- コーラスライン - ロイス役